# Nasîhat
Nasîhatnâme (turc ottoman : Naṣīḥat-nāme) étaient un type de lettre d'orientation pour les sultans ottomans, semblable aux miroirs pour les princes. Ils sont documentés de diverses sources historiques et religieuses et leurs propos ont été influencés par la gouvernance des empires précédents, tels que les seldjoukides ou les Mongols, ainsi que par les débuts de l'histoire musulmane ou des événements plus contemporains.

## Histoire
Le Nasîhatnâme est devenu courant au XVIe siècle  mais s'est structuré sur des œuvres antérieures comme le Kutadgu Bilig (Connaissance de la prospérité), rédigé par Yusuf Has Hacip au XIe siècle. Les premières influences incluent la littérature inşa de l'époque abbasside. Certains textes font référence à Alexandre le Grand.
Les nasîhatnâme différent de la Chronographia byzantine car elles ont été écrites pour un public différent.
Les Nasîhatnâme furent même commandées par des aspirants au gouvernement ottoman - notamment, dans un cas, par le Phanariote Alexandros Skarlatou Kallimaki, le père supposé du voïvode Skarlatos Alexandrou Kallimaki.
Au XVIIe siècle, l'impression du déclin impérial semble affecter le contenu de ces textes ; plus que simplement prôner un retour à un âge d'or (c'est-à-dire Soliman le Magnifique ), ils ciblent des problèmes systémiques propres à l'empire - notamment le népotisme, les révoltes, la défaite militaire et les janissaires corrompus.

## Contenu
Traditionnellement, les Nasîhatnâme définissent une raison morale claire pour laquelle ils sont rédigés et remis aux dirigeants ; qu'il s'agisse de piété, de questions morales ou de stratégie et de pragmatisme.

## Exemples

### Précurseurs
- Nasihat al-Muluk (نصيحةالملوك) (littéralement « conseils aux dirigeants ») par al-Ghazali
- Kabusnama, (قابوسنامه) par Keykavus bin İskender
- Siyasetname (سياستنامه) de Nizamülmülk, écrit sur ordre de l'empereur seldjoukide Melikşah.
- Ahlak-ı Nasıri (اخلاق ناصرى) (Éthique nasırienne) par Nasiruddin Tusi
- Çahar Makala (Quatre discours) de Nizamuddin Arudi
- Kitab Nasihat al-Mulk, par Al-Mawardi
- Aklhaq i Muhsini de Hussain Vaiz Kashifi (composé en persan 900 AH/1495 J.-C.), traduit en anglais par « La morale du bienfaisant » au milieu du 19e siècle par Henry George Keene
- Al-Muqaddimah, par ibn Khaldun
- Les biographies d'hommes illustres par ibn Zafar as-Siqilli

### Textes Nasîhatnâme
- Tarih-i Ebü'l-Feth ( Histoire du père de la conquête ), de Tursun Bey [8]
- Destan ve Tevarih-i Müluk-i Al-i Osman, par Ahmedi [9]
- L'Asafname ("Miroir pour les dirigeants"), par Lütfi Pacha
- Selatin de Nushatü (Conseils aux sultans), de Gelibolulu Mustafa Ali [4]
- Ravżatu'l-Ḥüseyn fī ḫulāṣati aḫbāri'l-ḫāfiḳeyn, par Mustafa Naima
- Hirzü'l-Mülûk (Sorts des sultans), écrit de manière anonyme
- Usûlü'l-hikem fi Nizâmi'l-âlem (Les principes de sagesse pour l'ordre du monde), par Hasan Kâfî el-Akhisarî
- Habnâme (Livre des rêves), de Veysi[4].
- Kitâb-i Müstetâb (Beau livre), anonyme.
- Risale, Koçi Bey
- Veliyüddin Telhisleri
- Kanûnnâme-i sultânî li Aziz Efendi ; l'identité de l'auteur, Aziz Efendi, n'est pas claire.
- Kitâbu mesâlihi'l-müslimîn ve menâfi'i'l-müminîn, anonyme.
- Düsturü'l-Amel li-Islahi'l-Halel, par Katip Çelebi
- Telhisü'l-beyan fi kavanin-i al-i Osman, de Hezarfen Hüseyin Efendi, qui a également écrit le livre d'histoire Tenkîh-i Tevârih-i Mülûk